# Dreux-i csata
A dreux-i csata (1562. december 19.) volt a francia vallásháborúk első jelentősebb összecsapása a katolikusokat támogató királyi hadsereg és a lázadó hugenották között. Bár a csata a királyi sereg diadalával zárult, a katolikus pártot vezető triumvirátus egyik tagja, Jacques d’Albon de Saint-André marsall elesett, egy másik, Anne de Montmorency connétable pedig fogságba került. A hugenották egyik vezére, Condé hercege is fogságba esett.

## Előzmények
Az 1560-ban trónra került IX. Károly helyett édesanyja, Medici Katalin tartotta kezében a tényleges hatalmat, aki kezdetben igyekezett megbékíteni a mind nagyobb számú és befolyású hugenották táborát a többségi katolikusokkal. Az 1562 januárjában általa kiadatott saint-germaini ediktum a tolerancia jegyében engedélyezte a protestáns vallásgyakorlatot és egyházszervezést a zárt városokon kívül. A rendelet azonban nemhogy békéhez vezetett volna, de inkább felhergelte a szélsőségeseket. A hugenották templomokat foglaltak és helyenként betiltották a katolikus misézést, míg katolikus részről a párizsi parlament februárban megtagadta a dekrétum ratifikálását. Amikor az informálisan kialakult ún. katolikus triumvirátus egyik feje, François de Guise herceg csapatai március 1-jén egy illegális hugenotta gyülekezet több tucat tagját kardélre hányták (ld. wassyi mészárlás), és százakat megsebesítettek, az ország protestánsai fellázadtak, számos várost kerítve hatalmukba Normandiában, a Loire-völgyben és Aquitaniában. Ezzel kitört az első francia vallásháború.
A lázadók kezdeti sikereit vereségek követték: Saint-André marsall július 4-én Blois-t, július 29-én Poitiers-t, augusztus 31-én pedig Bourges városát szerezte meg a református lázadóktól, megakadályozva, hogy a déli és északi hugenotta seregek egyesüljenek. Eközben Guyenne-ben is vereségeket szenvedtek a helyi királyi erőktől: Blaise de Monluc és a helytartó, Charles de Coucis de Burie július 15-én Targonnál, október 19-én pedig Vergtnél maradtak alul csapataik. A vereségek láttán a hugenotta párt élén álló Condé hercege és Gaspard de Coligny admirális I. Erzsébet angol királynőhöz fordult segítségért, akinek átadták Le Havre kikötőjét az anyagi segítségéért cserébe. Az így szerzett pénzt svájci és német zsoldosok toborzására fordították.

## A csata
Így megerősödve november közepétől kezdve Párizs külvárosait támadták, de a decemberi ellentámadás elől Le Havre felé indultak, hogy ott beszerezzék a zsoldosok ellátmányát és zsoldját. A szintén német és svájci katonákkal, valamint II. Fülöp spanyol király segélycsapataival megerősített királyi sereg Dreux közelében, Párizstól kb. 80 kilométerre nyugatra érte utol a hugenottákat, ahol csatára kényszerítette őket. Eleinte úgy tűnt, hogy a protestánsok vannak győztes helyzetben, mert sikerült foglyul ejteniük Anne de Montmorencyt, a katolikusok tekintélyes hadvezérét. A katolikusok azonban kitartottak, és a számos támadásból és ellentámadásból álló, rengeteg áldozatot követelő csata során ők is előkelő fogolyra tettek szert Condé hercege személyében. A csata során Saint-André marsall elesett, ennek ellenére Guise hercege győzelemre vitte a katolikusokat.

## Következmények
A dreux-i diadal közvetlen következményeként elhárult a hugenotta fenyegetés Párizsról és környékéről, így a katolikus hadsereg tovább vonulhatott Orléans ostromára. Saint-André eleste, illetve Guise két hónapon belül bekövetkezett halála lehetővé tette, hogy Medici Katalin a kiszabadulva mellé álló Montmorency segítségével a békepolitikát érvényesítse. Az 1563 márciusában kiadott amboise-i ediktum nyomán négy évre helyreállt a béke, Le Havre-ot pedig a két párt maradékai együttes erővel hódították vissza az angoloktól.

## Fordítás
Ez a szócikk részben vagy egészben  a   Battaille de Dreux (1562) című francia Wikipédia-szócikk ezen változatának fordításán alapul.  Az eredeti cikk szerkesztőit annak laptörténete sorolja fel. Ez a jelzés csupán a megfogalmazás eredetét és a szerzői jogokat jelzi, nem szolgál a cikkben szereplő információk forrásmegjelöléseként.